# Tripolitania thuộc Ottoman
Tripolitania thuộc Ottoman (tiếng Thổ Nhĩ Kỳ Ottoman: ایالت طرابلس غرب; tiếng Anh: Ottoman Tripolitania) là phần đất duyên hải Bắc Phi, ngày nay thuộc Libya, từ năm 1551 đến 1912 nó nằm dưới quyền cai trị của Đế quốc Ottoman. Trong giai đoạn từ năm 1551 đến năm 1864, với tên gọi Eyalet Tripolitania (ایالت طرابلس غرب Eyālet-i Trâblus Gârb) hoặc Bey và khu vực lãnh thổ Tripoli của Barbary, sau đó, từ 1864 đến 1912, với tên gọi Vilayet Tripolitania (ولايت طرابلس غرب Vilâyet-i Trâblus Gârb). Nó còn được gọi là Vương quốc Tripoli, mặc dù về mặt kỹ thuật nó không phải là một vương quốc, mà là một tỉnh của Ottoman do các pasha (thống đốc) cai trị. Triều đại Karamanli cai trị tỉnh như một chế độ quân chủ cha truyền con nối trên thực tế từ năm 1711 đến năm 1835, mặc dù vẫn nằm dưới sự cai trị trên danh nghĩa của Ottoman và chịu quyền kiểm soát từ Constantinople.
Bên cạnh lãnh thổ cốt lõi của Tripolitania, Barca cũng được coi là một phần của vương quốc Tripoli, bởi vì nó được cai trị bởi Pasha xứ Tripoli, cũng là toàn quyền trên danh nghĩa của Ottoman.
Tên Ottoman của "Trablus Garb" có nghĩa đen là "Tripoli ở phía Tây" vì nhà nước đã có một Tripoli khác ở phía Đông cũng được gọi là Trablus do Selim I chinh phục sau  Trận Marj Dabiq. Sau khi Tripolitania bị sáp nhập, tên của các eyalet được đổi thành "Tripoli ở Levant" (Trablus Şam) và "Tripoli ở phía Tây" là Tripolitania của La Mã (Trablus Garb).
Tàn tích của nhiều thế kỷ dưới sự cai trị của Ottoman là sự hiện diện của một nhóm dân số gốc Thổ Nhĩ Kỳ và những người lai Thổ - Kouloughlis.